# Parafia Ewangelicko-Augsburska w Wałbrzychu
Parafia Ewangelicko-Augsburska w Wałbrzychu – Ewangelicko-Augsburska parafia w Wałbrzychu, należąca do diecezji wrocławskiej. Mieści się przy placu Kościelnym.

## Historia
Pierwsze nabożeństwa ewangelickie w okolicy Wałbrzycha odbyły się w 1525. Reformacja w mieście została zaprowadzona w 1546, kiedy ewangelickim stał się miejscowy kościół parafialny. Został on odebrany protestantom w 1654 na skutek działań kontrreformacji, a nabożeństwa sprawowane były potajemnie na terenach górskich, jak Niedźwiadki.
Od 1657 miejscowi wierni udawali się do Kościoła Pokoju w Świdnicy, a od 1720 - Kościoła Łaski w Kamiennej Górze. Tolerancję wyznaniową zaprowadzono w 1741, a w 1742 w Wałbrzychu powstał pierwszy dom modlitwy na 1000 miejsc. W latach 1744–1746 wstawiono do niego organy, a w 1754 dobudowano plebanię.
Dom modlitwy nie był jednak wystarczający na potrzeby licznego zboru, w związku z czym 8 sierpnia 1785 położono kamień węgielny pod budowę nowej świątyni. 24 listopada 1788 miała miejsce uroczystość poświęcenia jej jako Kościoła Zbawiciela.
Polska parafia ewangelicko-augsburska została utworzona 23 czerwca 1946.
1 września 2022 pracę na stanowisku wikariusza rozpoczął tu ks. Marek Bożek, pełniący wcześniej funkcję wikariusza w parafii w Zielonej Górze. 1 września 2023 został on proboszczem-administratorem parafii wałbrzyskiej, natomiast 22 czerwca 2025 został wybrany proboszczem parafii.

### Filiały

#### Nowa Ruda
Polskie nabożeństwa w filiale w Nowej Rudzie organizowane są od czasu zakończenia II wojny światowej. Na tereny te przybyli ewangelicy pochodzący z Zaolzia, zatrudnieni do pracy w kopalniach oraz fabrykach. W początkowym okresie liczba wiernych wynosiła kilkadziesiąt osób, a posługi religijne odbywały się w kościele ewangelickim w Nowej Rudzie. Następnie liczba ta zaczęła się zmniejszać w związku z wyjazdami członków filiału oraz śmiercią starszych osób, a nabożeństwa przeniesione zostały do kaplicy urządzonej w dawnej plebanii położonej przy ul. Kolejowej. W latach 2015–2016 kaplica wraz z przyległymi pomieszczeniami została wyremontowana, a uroczystość rekonsekracji miała miejsce 23 kwietnia 2016.

#### Kamienna Góra
Ewangelicki Kościół Łaski poświęcony został 8 października 1720. Po II wojnie światowej został on odebrany protestantom, a w 1948 nabożeństwa liczącej 300 wiernych parafii przeniesiono najpierw do zakrystii kościelnej, a następnie do budynku pastorówki, gdzie prowadzono je do 1957. Urządzona została kaplica w wynajmowanym lokalu. Obecnie z racji braku miejsca sprawowania nabożeństw wierni z Kamiennej Góry dojeżdżają do Wałbrzycha.

## Współczesność
Nabożeństwa w Kościele Zbawiciela w Wałbrzychu odbywają się w każdą niedzielę i święta (w okresie zimowym miejscem nabożeństw jest kaplica w domu parafialnym). W czasie adwentu i okresie pasyjnym mają miejsce również nabożeństwa tygodniowe.
W Nowej Rudzie nabożeństwa prowadzone są w pierwszą, trzecią i piątą niedzielę miesiąca oraz w święta.
Ponadto w Wałbrzychu odbywają się lekcje religii, godziny biblijne i spotkania dla zainteresowanych protestantyzmem. Przy parafii działa Stacja Socjalna Parafii Ewangelicko-Augsburskiej w Wałbrzychu i Rycerskiego Zakonu Joannitów.